# Петрино (Вологодская область)
Петрино — деревня в Череповецком районе Вологодской области.
Входит в состав Воскресенского сельского поселения, с точки зрения административно-территориального деления — в Воскресенский сельсовет.
Расстояние по автодороге до районного центра Череповца — 36 км, до центра муниципального образования Воскресенского — 1 км. Ближайшие населённые пункты — Сузорово, Воскресенское, Ракольское.
По переписи 2002 года население — 86 человек (33 мужчины, 53 женщины). Преобладающая национальность — русские (93 %).